# Sidekick (serie de televisión)
Sidekick (Secuaces en Hispanoamérica) es una serie canadiense de dibujos animados creada por Todd Kaufman y Joey So. Se emitió desde el 3 de septiembre de 2010 hasta el 14 de septiembre de 2013 en YTV. Está basada en los cortos originalmente titulados "The Not-So-Superheroic Adventures of Sidekick", emitidos como parte de la serie de televisión Funpak (2005).
En Latinoamérica, la serie se estrenó el 1 de octubre de 2011 por Cartoon Network y siguió emitiéndose en el canal hasta el 30 de diciembre de 2013. En España se emitió en Disney XD.

## Sinopsis
Esta serie cuenta la historia de un chico huérfano, llamado Eric, que se ha convertido en el secuaz de Maxum Man, el mejor superhéroe del mundo. Con su mejor amigo,  
Trevor, se prepara para convertirse en secuaz en la Academia de Secuaces Aspirantes. Sin embargo, Maxum Man ha desaparecido y Eric debe lidiar con la desaparición de su mentor, y guardar el secreto en la ciudad de Splitsboro.

## Personajes
Protagonistas:
- Eric Needles: personaje principal de la serie. Es un huérfano que fue reclutado para acompañar a Maxum Man, el mayor superhéroe de todos los tiempos (antes de su desaparición). Está completamente enamorado de Vana, pero luego parece estar más enamorado de Mandy Strucion. Viste una camiseta con una calavera, lentes y pantalones verdes. Es la voz en México por Arturo Castañeda.

- Trevor Troublemeyer: el mejor amigo de Eric y su compañero de travesuras (siempre lo lleva con él). Su padre es el malvado supervillano El Maestro XOX, pero él no lo sabe. Siempre está comiendo bocadillos y tocando cosas sin permiso. Aunque es hijo del Maestro XOX, al no saberlo, siempre se muestra enojado con él y no le agrada cómo lo trata. Es la voz en México por Eduardo Ramírez.

- Vana Glama: una egocéntrica, narcisista y ambiciosa niña, que no es fácilmente impresionable, y es muy poco profunda. Eric está enamorado de ella. A menudo tortura sentimentalmente a Eric y siente aborrecimiento hacia él sin ninguna razón, a pesar de que Eric haga lo que sea por ella. Finalmente, y de manera cariñosa, llega a ver algo en él. Es la voz en México por Leyla Rangel en la 1ra temporada y luego Karla Falcón en la 2da y 3ra temporada.

- Kitty Ko: una heroica niña coreana que, a pesar de ser un poco extraña para el resto de los chicos del grupo, es una buena pirata informática y reparadora. Está obsesivamente enamorada de Eric, y es por eso que siempre se enoja cuando él no la mira o le presta más atención a Vana. Es un híbrido entre un humano y un puma. Es la voz en México por Lupita Leal

- Maxum Brain: es la supercomputadora de la mansión de Maxum Man. Es tutor de Eric mientras Maxum Man está desaparecido. Es estricto en seguir las reglas y mantener limpia la mansión. Tiene acento indio.

- Maxum Man: es el mayor superhéroe de todos los tiempos en ese mundo, hasta su desaparición, y también fue él quien adoptó a Eric para ser su secuaz. Tiene una colección de vídeos sobre aprendizajes para lograrlo.

- Profesor Pamplemoose: es el profesor de la escuela de secuaces. A pesar de ser maestro, no reúne las cualidades para ello.

- Golly Gee Kid: es el compañero de Maxum Man en los viejos tiempos. Principalmente lo que hace es realizar las tareas de su compañero. Es portero de la escuela.

- Mandy Struction:: una antiheroína en la escuela nueva y enamorada de Eric. Ella tiene las Botas Sísmicas, que pueden causar temblores cada vez que pisa fuerte. Es mucho más alta que los otros niños, lo que sugiere que podría ser mayor que ellos. También está enamorada de Eric, razón por la que odia a Kitty.

Antagonistas:
- Maestro XOX/Sr. Troublemeyer:: es el padre de Trevor; es una persona común, pero cuando se quita la piel, se convierte en el malvado supervillano "El Maestro XOX", que planea infinidades de planes para asesinar a Maxum Man.

## Episodios
- Anexo: Episodios de Sidekick

## Doblaje latinoamericano[1]
- Arturo Castañeda: Eric Needles
- Eduardo Ramírez: Trevor Troublemeyer
- Lupita Leal: Kitty Ko
- Leyla Rangel (1ra), *Karla Falcón (2da-3ra): Vana Glama
- José Antonio Macías: Maxum Man
- Carlos Hernández: Maestro XOX/Sr. Troublemeyer
- Estudio: SDI Media

## Doblaje castellano[1]
- Jesús Alberto Pinillos: Eric Needles
- Adolfo Moreno: Trevor Troublemeyer
- Olga Velasco: Kitty Ko
- Cristina Yuste: Vana Glama
- Pablo Sevilla: Maxum Man
- Juan Antonio Soler: Masestro XOX/Sr. Troublemeyer
- Estudio: SDI Media